# Paul Bernhard Rothen
Paul Bernhard Rothen (* 1955 in Stockholm) ist ein Schweizer evangelisch-reformierter Pfarrer, Buchautor und Referent.

## Leben und Wirken
Rothen ist in Münsingen im Kanton Bern aufgewachsen, er besuchte das Realgymnasium Neufeld in Bern. Er studierte evangelische Theologie in Bern und Heidelberg. Ein Doktorandensemester absolvierte er im schwedischen Lund beim lutherischen Systematiker Bengt Hägglund, später folgten theater- und kunstwissenschaftliche Studien in Paris. In Bern promovierte er mit einer Arbeit zu den theologischen Grundlagen bei Martin Luther und bei Karl Barth mit dem Titel Die Klarheit der Schrift. Diese wurde in zwei Teilbänden beim deutschen Verlag Vandenhoeck & Ruprecht veröffentlicht.
Von 1984 bis 1992 war er Pfarrer in Zweisimmen im Berner Oberland, von 1992 bis 2010 zweiter Pfarrer am Basler Münster und zugleich Leiter des Evangelischen Studienhauses in Basel. Seit 2010 ist er Pfarrer im ländlichen Hundwil im Kanton Appenzell Ausserrhoden. 1996 gründete er mit Gleichgesinnten die «Stiftung Bruder Klaus». 2018 veröffentlichte er auch ein Buch zu Bruder Klaus mit dem Titel Der Name Jesu sei euer Gruss, worin er historische Fakten, damalige Deutungen, aktuelle Argumente und unbequeme Erkenntnisse verarbeitet hat.
Als Autor hat er Kirchenspiele und szenische Lesungen gestaltet und die Rauminstallation wie Von Liebe wegen zum Berner Brief von Niklaus von Flüe als Wanderausstellung konzipiert.
Zusammen mit den evangelischen Theologen Stefan Felber und Peter Wick hat er kritische Anfragen an einige moderne deutsche Bibelübersetzungen gestellt, weil diese grundlegende Begriffs-, Bedeutungs- und Zuordnungsveränderungen vorgenommen hätten, die vom hebräischen und griechischen Grundtext her nicht zwingend wären. Zu diesen Bibelübersetzungen und -übertragungen haben sie 18 Thesen aufgestellt, um deren Umformulierungen aufzuzeigen und Umdeutungen zu kritisieren.
Seit 2011 hält er Vorträge zum Koran, worin er Gemeinsamkeiten und Unterschiede zur Bibel aufzuzeigen versucht. Rothen zeichnet ein kritisches Bild zum Zustand der evangelisch-reformierten Landeskirchen in der Schweiz, damit will er die Leserschaft aufrütteln und zur Umkehr herausfordern.
Er ist Mitglied und Präsident des Schweizerischen Evangelisch-Theologischen Pfarrvereins, der sich für Theologie, kirchlichen Dienst und gegenseitige Unterstützung der Pfarrpersonen einsetzt. Es werden auch regelmässig theologische Debatten geführt und Rothens Thesen zum reformierten Pfarramt und Zustand der Kirchen in der Schweiz wurden kontrovers diskutiert, weil seine Sichtweise nicht von allen Mitgliedern geteilt wurde.

## Privates
Rothen ist seit 1983 verheiratet, er ist Vater zweier erwachsener Kinder.

## Werke
- Die Klarheit der Schrift. Teil 1: Martin Luther, die wiederentdeckten Grundlagen. Vandenhoeck & Ruprecht, Göttingen 1990, ISBN 978-3-525-56111-9.
- Die Klarheit der Schrift. Teil 2: Karl Barth, Eine Kritik. Vandenhoeck & Ruprecht, Göttingen 1990, ISBN 978-3-525-56112-6.
- Mit Franz Christ: Das Evangelium in Stein, Farbe und Glas – Basler Münster. Basel Litho, Reihe Basler Münster, Basel 2000.
- Mit Christian Herrmann, Eberhard Hahn u. a.: Festhalten am Bekenntnis der Hoffnung: Festgabe für Professor Dr. Reinhard Slenczka zum 70. Geburtstag. Martin-Luther-Verlag, 2001, ISBN 978-3-87513-126-0.
- Von Liebe wegen. Bruder Klaus schreibt an den Rat in Bern. Ein ökumenisches Angebot. 2001.
- Mit Daniel Rüegg: Ein Weg durch die Zeit: 900 Jahre Kirche St. Jakob Basel. Johannis, 2006, ISBN 978-3-501-01550-6
- Mit Jonathan Stutz und Anna Christina Rothen: Es war einmal...: Geschichten aus dem Basler Münster. ArteMedia, Riehen 2008, ISBN 978-3-905290-50-9.
- Das Pfarramt. Ein gefährdeter Pfeiler der europäischen Kultur. Reihe: Swiss: Forschung und Wissenschaft, Band 5. Lit Verlag, Zürich, 2. Auflage 2010, ISBN 978-3-643-80026-8.
- Mit der Zeit gegen die Zeit. Predigten zu allen Festen und Sonntagen des Kirchenjahres. LIT-Verlag, Münster 2011, ISBN 978-3-643-80119-7.
- I de gottvergässne stedt. Mani Matter und die Verteidigung des Christentums. Zytglogge, Oberhofen 2013, ISBN 978-3-7296-0862-7.
- Auf Sand gebaut. Warum die evangelischen Kirchen zerfallen. Lit Verlag, Zürich 2015, ISBN 978-3-643-80188-3.
- Der Name Jesu sei euer Gruss - Bruder Klaus von Flüe - Friedensstisfter im Herzen Europas, LIT Verlag, Zürich 2018, ISBN 978-3-643-80266-8